# Hoch wie nie
Hoch wie nie (wat ongeveer vertaald kan worden als "Hoger dan ooit tevoren") is de naam van het in 2007 postuum uitgebrachte "Best of"-album van de in 1998 overleden Oostenrijkse rockmuzikant Falco.

## De CD
De dubbel-cd werd uitgegeven ter ere van Falco's 50e verjaardag. De plaat werd in twee versies uitgebracht: de "Limited edition" bevat als extra de B-kant "Urban tropical", die eerder alleen op de single "Rock me Amadeus" stond. Het betreft dan wel de singleversie van dat nummer. De lange uitvoering zoals die op de B-kant van de maxi single "Rock me Amadeus" stond is in 2010 verschenen op de jubileumeditie van Falco 3. De in 2007 opnieuw uitgebrachte versie van "Männer des Westens" staat ook op het album. Het mixnummer "Tribute to Falco" werd geschreven door de Nederlandse producers Bolland & Bolland.

## Nummers

### CD 1
1. Der Kommissar
2. Vienna calling
3. Jeanny
4. Emotional - albumversie
5. The sound of musik
6. Junge Römer
7. Wiener Blut
8. Hoch wie nie
9. Munich girls
10. Nachtflug
11. No answer (Hallo Deutschland)
12. Nur mit dir
13. Helden von heute
14. Kann es Liebe sein
15. Ihre Tochter
16. Auf der Flucht
17. Ganz Wien

### CD 2
1. Rock me Amadeus
2. Maschine brennt
3. America
4. Out of the dark
5. Egoist
6. Brillantin' Brutal'
7. Data de groove - albumversie
8. Verdammt wir leben noch - albumversie
9. Naked - originele mix
10. Mutter, der Mann mit dem Koks ist da
11. Titanic
12. Europa - albumversie
13. Coming home - Jeanny part 2, Ein Jahr danach
14. It's all over now, baby blue - ruwe mix
15. Tribute To Falco - radiomix
16. Männer des Westens - T. Börger-versie 2007
17. Urban tropical (B-kant van Rock me Amadeus)

## Hitlijsten
| Jaar | Album        | Oostenrijk | Zwitserland | Duitsland | Nederlands | Verenigd Koninkrijk | Verenigde Staten |
| ---- | ------------ | ---------- | ----------- | --------- | ---------- | ------------------- | ---------------- |
| 2007 | Hoch wie nie | 1          | 5           | 2         | ?          | ?                   | ?                |